# Mercedes Gómez Otero
Mercedes «Merche» Gómez Otero (Madrid, 10 de agosto de 1915-  ) fue una comunista antifranquista española represaliada en la dictadura de Franco. Estuvo en la cárcel 21 años.

## Biografía
Su padre, Mamerto Gómez, conductor de tranvías, socialista y afiliado a la UGT, murió en 1921. Estudió hasta los doce años en que comenzó a trabajar como aprendiz de modista. Se afilió a las Juventudes Socialistas Unificadas (JSU), ingresando también en las Milicias Antifascistas Obreras y Campesinas (MAOC), organización que antecedió al Quinto Regimiento.
Al comienzo de la guerra civil estaba trabajando en un taller de costura y como portera en un edificio de la calle México de Madrid. Tras ingresar en el Partido Comunista de España (PCE), empezó a colaborar como modista en un taller de costura donde se confeccionaban uniformes. Después trabajó en el Hospital General de Madrid, como ayudante de enfermería.
A finales de 1938, fue enviada junto con otros jóvenes comunistas a una Escuela de Cuadros a Barcelona. Al regresar a Madrid, pasó a formar parte de la Comisión Femenina, en el seno del Comité Provincial del PCE de Madrid. Al término de la guerra civil huyó a Alicante esperando poder embarcar. Fue trasladada a un cine de la ciudad y pudo regresar a Madrid donde comenzó su labor clandestina. Fue detenida y, al cabo de unos días, fue trasladada a la cárcel de Ventas. Allí coincidió con las comunistas Isabel Alvarado, Paz Azzati y Matilde Landa, entre otras.
Su juicio fue en diciembre de 1941 siendo condenada a veinte años. Recibió el indulto para el expediente de guerra, pero no pudo salir de la cárcel al tener pendiente todavía la causa de posguerra. Fue trasladada a la cárcel de Segovia y, gracias a Consuelo Peón, reclusa que trabajaba en la administración de la cárcel, que incluyó su expediente entre otros, fue puesta en libertad.
Siguió en la clandestinidad donde trabajó como enlace, transporte de propaganda y notas. Colaboró en la formación de un grupo de información para la guerrilla urbana en Madrid. También ayudó a contactar con María Teresa Toral, que prestó ayuda sanitaria al grupo. Estuvo implicada en el atentado de la subdelegación de Falange en el barrio de Cuatro Caminos. Detenida de nuevo en Sevilla, fue trasladada a la cárcel de Ventas tras haber pasado por la Dirección General de Seguridad. Condenada a pena de muerte, le fue conmutada a treinta años. En Ventas, ante el encierro en una celda de castigo de Petra Cuevas, junto a Antonia García y Soledad Real hicieron una huelga de hambre que provocó que fueran mandadas a la cárcel de Málaga. En 1948 fue trasladada junto a Juana Doña a la prisión de Segovia.
En 1946 se realizó una campaña internacional para lograr la conmutación de la muerte de Gómez Otero, Isabel Sanz Toledano y María Teresa Toral.

### Huelga de hambre en la cárcel de Segovia
En enero de 1949 la abogada chilena M. Klinfel visitó la cárcel acompañada de funcionarios de la dictadura franquista para conocer el estado del sistema penitenciario. Preguntó a a varias presas, María Salvo entre ellas, que contaron varias irregularidades pero Gómez Otero, además de hablar de las penosas condiciones de la prisión, terminó diciendo que estaban presas por luchar contra el régimen de Franco. Esa misma noche la Junta de Disciplina acordó que el castigo sería individual y que Gómez Otero sería recluida en una celda de castigo por tiempo ilimitado, lo que provocó una huelga de hambre de las presas políticas y varias comunes. Ante eso, la Junta de Disciplina acordó el castigo para toda la población recluida, un castigo colectivo de incomunicación total, tanto oral como escrita. Se añadía el cierre del Economato, la supresión de los paseos y la entrada de toda clase de encargos hasta nueva orden, así como la prohibición de los trabajos manuales. Además se les aplicó el Reglamento y fueron sancionadas, por falta muy grave, a sesenta días de reclusión en celda y propuesta al Patronato de pérdida del tiempo redimido. Las presas fueron presionadas para que se retractasen pero se negaron pese a las consecuencias de su negativa.
Gómez Otero fue trasladada a la cárcel de Alcalá de Henares al desmantelar la cárcel de Segovia. Allí, en 1959, abandonó el PCE. Salió de la cárcel en 1961. Tras salir se casó con Tomás Veneroso, que había estado preso por ser del Socorro Rojo. En 2004 aceptó realizar una entrevista para recordar a Celestino Uriarte y su trabajo en la clandestinidad.

## Memoria histórica
Su testimonio forma parte del documental Kamarada sobre la vida de Celestino Uriarte, dirigido por Julia Juániz, basado en el libro de Juan Ramón Garai Clandestinidad y Resistencia Comunista.